# Edward Hore
Edward Hore (Knightsbridge, 17 november 1849 - onbekend) was een Brits zeiler.
Hore behaalde tijdens de Olympische Zomerspelen 1900 de titel in de 3-10 ton klasse en de bronzen medaille in de 10-20 ton klasse.

## Resultaten

### Olympische Zomerspelen
| Jaar | Plaats | Resultaten                         |
| ---- | ------ | ---------------------------------- |
| 1900 | Parijs | 3-10 ton klasse · 10-20 ton klasse |